# 20351 Kaborchardt
20351 Kaborchardt è un asteroide della fascia principale. Scoperto nel 1998, presenta un'orbita caratterizzata da un semiasse maggiore pari a 2,7381554 UA e da un'eccentricità di 0,1108257, inclinata di 3,82753° rispetto all'eclittica.